# Просоцијално понашање
Просоцијално понашање је општи назив за различите видове понашања којима је заједничка усмереност на добробит заједнице, сарадњу и помагање другим људима. У просоцијално понашање спадају родитељско, пријатељско, саосећајно, алтруистичко, кооперативно и свако доброчинитељско, помажуће и солидарно понашање. То укључује разумевање проблема других, кооперативност и заједнички рад.